# Рунко Бернарди (Ферара)
Рунко Бернарди је насеље у Италији у округу Ферара, региону Емилија-Ромања.
Према процени из 2011. у насељу је живело 22 становника. Насеље се налази на надморској висини од 5 м.